# مزرعه رجبعلی لهراسبی
مزرعه رجبعلی لهراسبی یک منطقهٔ مسکونی در ایران است که در دهستان درودزن واقع شده‌است. این روستا در 8 کیلومتری شمال روستای درودزن و 5 کیلومتری غرب روستای دشتک و در کنار راه مواصلاتی به دشت بکان اقلید واقع است. محصولات عمده کشاورزی ان شامل گندم، جو، برنج، بادام و گردو می باشد. مزرعه رجبعلی لهراسبی 54 نفر جمعیت دارد.